# Cimetière national de Calverton
Le cimetière national de Calverton (en anglais : Calverton National Cemetery) est un cimetière national américain, situé à l'est de l'île de Long Island à Calverton dans le comté de Suffolk (New York). Il a une superficie de 1 045 acres et à fin 2005 comptait 187 662 tombes.
Il est le plus vaste et le plus actif (en nombre d'enterrements journaliers) cimetière national des États-Unis.
Il a été construit en 1978 et est le troisième cimetière national sur l'île de Long Island. Le cimetière abrite une voie le long de laquelle ont été érigés plusieurs mémoriaux en l'honneur de vétérans américains. En 2003, on comptait ainsi 18 mémoriaux, la plupart dédiés à des soldats tombés pendant des guerres ou des conflits du XXe siècle. 
Comme tout cimetière national, celui-ci abrite des militaires mais pas seulement. Parmi les personnalités enterrées à Calverton, on peut citer :
- Eddie Egan, détective de la police de New York et acteur d'Hollywood, son histoire servit de base au roman et au film French Connection ;
- Dorothy Frooks, actrice, auteur et vétéran de la Première Guerre et de la Seconde Guerre mondiale ;
- Colonel Francis Gabreski, un as de la Seconde Guerre mondiale et de la guerre de Corée ;
- Elsbeary Hobbs, Jr, chanteur de R&B, membre fondateur du  groupe The Drifters ;
- Hubert Julian, aviateur afro-américain ;
- Tony Williams, batteur de jazz, accompagnateur de Miles Davis.
- Alice Childress, romancière et dramaturge afro-américaine.

## Source
- (en) Cet article est partiellement ou en totalité issu de l’article de Wikipédia en anglais intitulé « Calverton National Cemetery » (voir la liste des auteurs).